# Crisis de la conciencia europea
Crisis de la conciencia europea fue la expresión acuñada por Paul Hazard para definir la crisis ideológica que detecta en el ambiente intelectual de la secularizada Europa posterior a las guerras de religión, y después del periodo de equilibrio intelectual que supuso el clasicismo, desde 1650 aproximadamente, en Europa: corresponde a 1680-1715, y fue un tramo decisivo para el Siglo de las Luces.

## El impulso
Pensadores como Spinoza, Leibniz, Locke o Newton comparten aproximadamente una época común, que puede hasta fecharse astronómicamente con el famoso cometa Halley de 1680 que permitió a Pierre Bayle redactar su Carta, para burlarse de las supersticiones y afirmar que el conocimiento debe ser constantemente comprobado.
Hazard incluye estos factores en el ambiente intelectual crítico: el paso de lo antiguo a lo moderno en la Querella de los antiguos y los modernos, la heterodoxia de Pierre Bayle, Bossuet y sus combates, Leibniz y su intento de unir iglesias, el poderoso empirismo de Locke, el desarrollo de la moral natural, la idea de una religión natural, y las ideas de progreso a partir de la ciencia.
Como crisis ideológica, sería un aspecto que se añade a un cambio general o crisis del siglo XVII, aunque en este aspecto se precipita a finales de la centuria y queda a caballo de los siglos XVII y XVIII. El racionalismo y el empirismo serían sus dos pares filosóficos opuestos. Se superan muchas de las ataduras escolásticas, lo que abrió el camino a la ciencia moderna y a la Ilustración. Las corrientes racionalista y sentimental arrancan de ese dinamismo, emprendido desde 1715, con los antecedentes citados.
En España, el movimiento conocido como los novatores puede asociarse a ese momento crítico. Resulta destacable que Baltasar Gracián fuese por entonces autor de moda: de 1685 a 1716 hubo quince traducciones al francés; Alemania se encaprichó con el escritor; Inglaterra e Italia también. Les gustó, acota Hazard, "pero por un momento. No podían tomarlo como guía": su hombre ideal (El discreto, El político) ya es otro.